# مات يونغ
مات يونغ (بالإنجليزية: Matt Young)‏ (26 يناير 1994 في المملكة المتحدة - ) هو لاعب كرة قدم بريطاني في مركز الدفاع. لعب مع شيفيلد وينزداي ونادي ساوثهامبتون ونادي كارلايل يونايتد ونادي كيدرمينستر هاريرز لكرة القدم ونادي دوفر أتليتيك.

## وصلات خارجية
- مات يونغ على موقع قاعدة بيانات كرة القدم.إي يو (الإنجليزية)
- مات يونغ على موقع Soccerbase.com (لاعب) (الإنجليزية)